# Aeroporto de Oiapoque
O Aeroporto de Oiapoque (IATA: OYK, ICAO: SBOI) é um aeroporto localizado em Oiapoque, Amapá, Brasil. O aeroporto é administrado pela Prefeitura de Oiapoque.

## Complexo
Sua latitude é de -05º 49' 29” S e sua longitude é de 51º 49' 05” W. Seu fuso horário é UTC -4 (-3DT). Está localizado na avenida fab, no bairro Infraero do município de Oiapoque. Possui uma pista homologada para pouso-decolagem que possui dimensão de 1.200 m de comprimento X 30 m de largura, com as cabeceiras 3/21 e uma elevação de 19m.

## Distâncias
Está situado na av.fab no infraero a:
- 5 km do centro de Oiapoque
- 431 km de Macapá
- 525 km de Laranjal do Jari
- 690 km de Belém
- 2.233 km de Brasília
- 3.088 km de São Paulo
- 3.105 km do Rio de Janeiro